# Ryō Ishikawa
Ryō Ishikawa (jap. 石川 遼, Ishikawa Ryō; * 17. September 1991 in Matsubushi, Präfektur Saitama, Japan) ist ein japanischer Profigolfer der Japan Golf Tour.
Im September 2009 erreichte er als jüngster Spieler aller Zeiten die Top 50 der Golfweltrangliste und gewann im selben Jahr erstmals die Geldrangliste der Japan Golf Tour.

## Japan Golf Tour-Siege
- 2007 Munsingwear Open KSB Cup (als Amateur)
- 2008 mynavi ABC Championship
- 2009 Gateway to The Open Mizuno Open Yomiuri Classic, Sun Chlorella Classic, Fujisankei Classic, Coca-Cola Tokai Classic
- 2010 The Crowns (-13), Fujisankei Classic (-9) nach Play-off gegen Shunsuke Sonoda, Mitsui Sumitomo VISA Taiheiyo Masters
- 2012 Mitsui Sumitomo VISA Taiheiyo Masters
- 2014 Nagashima Shigeo Invitational Sega Sammy Cup
- 2015 ANA Open
- 2015 Golf Nippon Series JT Cup
- 2016 RIZAP KBC Augusta
- 2019 Japan PGA Championship
- 2019 Nagashima Shigeo Invitational Sega Sammy Cup
- 2019 Golf Nippon Series JT Cup

## Andere Turniersiege
- 2008 Kansai Open

## Teilnahmen an Teamwettbewerben
- Presidents Cup (für das Internationale Team): 2009
- Royal Trophy (für Asien): 2009 (Sieger), 2010, 2011, 2013

## Resultate bei Major Championships
| Turnier           | 2009 | 2010 | 2011 | 2012 | 2013 | 2014 | 2015 |
| ----------------- | ---- | ---- | ---- | ---- | ---- | ---- | ---- |
| Masters           | CUT  | DNP  | T20  | CUT  | T38  | DNP  | DNP  |
| US Open           | DNP  | T33  | T30  | CUT  | DNP  | DNP  | CUT  |
| Open Championship | CUT  | T27  | CUT  | CUT  | DNP  | CUT  | DNP  |
| PGA Championship  | T56  | CUT  | CUT  | T59  | T29  | CUT  | DNP  |

DNP = nicht teilgenommen

CUT = Cut nicht geschafft

"T" geteilte Platzierung

Grüner Hintergrund für Siege

Gelber Hintergrund für Top 10.